# Bernhard Woldenga
Bernhard Woldenga (* 4. Dezember 1901 in Hamburg; † 19. Januar 1999 in Timmendorfer Strand) war ein deutscher Offizier, zuletzt im Dienstgrad Oberst Kommodore der Jagdgeschwader 27 und 77 der deutschen Luftwaffe und Fliegerführer Balkan im Zweiten Weltkrieg.

## Leben
Woldengas Karriere begann als Kapitän der Handelsmarine. 1928 absolvierte er sein Flugtraining und arbeitete als Chefpilot bei der Flugverkehrskontrolle in Warnemünde.
Er transferierte in die neu aufgestellte Luftwaffe und wurde am 1. April 1937 Gruppenkommandeur der I. Gruppe des Jagdgeschwaders 131, welche im Mai 1939 in I./Jagdgeschwader 1 umbenannt wurde. Mit dieser Einheit nahm er nach dem Beginn des Zweiten Weltkriegs am Überfall auf Polen teil und wurde mit dem Eisernen Kreuz II. und I. Klasse ausgezeichnet. Er gab das Kommando dieser Gruppe am 1. Februar 1940 ab und wurde in das Reichsluftfahrtministerium versetzt.
In der Luftschlacht um England leitete er zwischen dem 11. und 22. Oktober 1940 das Jagdgeschwader 27, danach wurde er zum Geschwaderkommodore des Jagdgeschwaders 77 ernannt. Dieses Geschwader erlangte unter seiner Führung im Balkanfeldzug und in der Luftlandeschlacht um Kreta Bedeutung. Ihm wurden 50 Luftsiege, 114 Bodensiege, das Versenken von fünf Schnellbooten und eines Handelsschiffes mit 81.000 Bruttoregistertonnen zugeschrieben. Woldenga selbst war an verschiedenen Missionen zur Bodenunterstützung aus der Luft beteiligt, wofür er am 5. Juli 1941 als Major das Ritterkreuz des Eisernen Kreuzes erhielt.
Am 21. Juni 1941 übernahm Woldenga im Zuge des Unternehmens Barbarossa erneut das Kommando des Jagdgeschwaders 27. Im Dezember 1941 wurde der Geschwaderstab aus der Sowjetunion zur Teilnahme am Feldzug in Afrika abgezogen. Für die Zeit vom 10. Juni 1942 bis zum 7. Februar 1944 wurde er als Nachfolger von Wolfgang Falck als Oberstleutnant zum Jagdfliegerführer Rumänien respektive Jagdfliegerführer Balkan in Otopeni, Rumänien ernannt.
Auf seiner letzten Dienststelle während des Krieges hielt er im Rang eines Obersten die Position des Kommandeurs der Luftkriegsschule 10 in Fürstenwalde/Spree in der Nähe von Berlin.
Woldenga wurden drei Luftsiege zugeschrieben, von denen er zwei an der Ostfront erzielte.
Er war verheiratet mit Erika Wenzel und hatte mit ihr drei Töchter. Seine Tochter Dina-Susanne heiratete den deutschen Diplomaten und Politiker Rüdiger von Wechmar. Sein Schwager Kurt Wenzel ist Großvater des deutschen Politikers Christian von Boetticher.